# Lục quân Vệ binh Quốc gia Hawaii
Lục quân Vệ binh Quốc gia Hawaii là một thành phần của Lục quân Hoa Kỳ và Vệ binh Quốc gia Hoa Kỳ. Trên toàn quốc, Lục quân Vệ binh Quốc gia bao gồm khoảng một nửa lực lượng chiến đấu sẵn có và khoảng một phần ba tổ chức hỗ trợ của Quân đội Hoa Kỳ. Sự phối hợp trên toàn quốc của các đơn vị Vệ binh Quốc gia của các tiểu bang khác nhau được giữ vững thông qua Cục Vệ binh Quốc gia.
Các đơn vị Lục quân Vệ binh Quốc gia Hawaii được huấn luyện và trang bị như một phần của Quân đội Hoa Kỳ.